# Кортланд (Илиноис)
Кортланд (енгл. Cortland) град је у америчкој савезној држави Илиноис. По попису становништва из 2010. у њему је живело 4.270 становника.

## Демографија
Према попису становништва из 2010. у граду је живело 4.270 становника, што је 2.204 (106,7%) становника више него 2000. године.
| Група             | 2000.         | 2010.         |
| Белци             | 1.898 (91,9%) | 3.356 (78,6%) |
| Афроамериканци    | 25 (1,2%)     | 233 (5,5%)    |
| Азијати           | 26 (1,3%)     | 73 (1,7%)     |
| Хиспаноамериканци | 91 (4,4%)     | 527 (12,3%)   |
| Укупно            | 2.066         | 4.270         |